# Трлис
Трлис (грч. Βαθύτοπος; Ватитопос) је село у североисточној Грчкој. Налази се у општини Зрново, која припада округу Драма у покрајини Источној Македонији и Тракији.

## Историја
Током позног средњег века Трлис је био утврђено место са развијеном рударском делатношћу у околини. Првобитно је био под византијском влашћу, а потом су га око 1345. године освојили Срби. За време владавине Стефана Душана (1331-1355), град Трлис и суседни град Вронд налазили су се под управом кефалије Рајка (1345), а у црквеном погледу су потпадали под локалног епископа Кипријана који је носио титулу феремски (грч. ἐπίσκοπος Φερεμών). За време владавине цара Уроша (1355-1371), то подручје је било део Серске области којом је владао деспот Угљеша. Након успостављања османске власти крајем 14. века, место је задржало значај, а након ослобођења (1912-1913) је прикључњно Краљевини Грчкој. Почевши од 1927. године, у употребу је уведен нови и грчки облик назива, који гласи Ватитопос (грч. Βαθύτοπος).

## Становништво
Према бугарском географу и историчару, Василу Канчову, у Трлису је 1900. године живело 1.560 Словена хришћана, 520 Турака (Словени муслимани) и 24 Аромуна. Током Другог балканског и Првог светског рата село је настрадало и део мештана је избегао у Бугарску, тако је после рата остао 1.191 житељ. Године 1923. муслиманско становништво је принудно исељено у Турску а православно које је остало у селу упорно се супростављало притиску грчких власти да се иселе у Бугарску. Због тога је према наредби са виших инстанци грчке валсти измишљена провокација и 27. јула 1924. године убијено је 17 невиних мештана Трлиса и Каракоја. Уплашени и како их не би снашча слична судбина, велики број мештана Трлиса се иселило у Бугарску (780 особа). На њихово место насељене су 154 грчке избегличке породице, укупно 556 особа. На попису из 1928. године Трлис имао 682 становника, од чега су Грци били већина.

## Познате личности
- Теодосије Скопски, митрополит Скопске епархије